# بيتر ك. شانون
بيتر ك. شانون (بالإنجليزية: Peter C. Shannon)‏ هو قاضي ومحامي وسياسي أمريكي، ولد في 1821، وتوفي في 13 أبريل 1899. حزبياً، نشط في الحزب الجمهوري. وقد انتخب عضو مجلس نواب بنسيلفانيا.